# Cypella craterantha
Cypella craterantha är en irisväxtart som beskrevs av Pierfelice Ravenna. Cypella craterantha ingår i släktet Cypella, och familjen irisväxter. Inga underarter finns listade i Catalogue of Life.